# Region Sila
Region Sila – jeden z 22 regionów administracyjnych Czadu, utworzony 19 lutego 2008 r. w wyniku podziału regionu Wadaj. Region Sila rozciąga się w południowo-wschodniej części kraju i graniczy z Sudanem i Republiką Środkowoafrykańską. 

## Departamenty
| Departament       | Stolica   | Prefektury                                                        |
| ----------------- | --------- | ----------------------------------------------------------------- |
| Djourouf Al Ahmar | Am Dam    | Am Dam, Magrane, Haouich                                          |
| Kimiti            | Goz Beïda | Goz Beïda, Koukou-Angarana, Tissi, Adé, Mogororo, Kerfi, Moudeïna |